# Evgueni Feoktistov
Pour les articles homonymes, voir Feoktistov.
Evgueni Mikhaïlovitch Feoktistov (russe : Евгений Михайлович Феоктистов), né en 1828 à Kalouga, et mort le (16) 28 juin 1898, est un journaliste, éditeur, historien et, plus tard dans sa vie, fonctionnaire de l'Etat.

## Biographie
Ancien étudiant de l'université de Moscou, il débute comme essayiste et journaliste. Contribuant à Moskovskiye Vedomosti, Vityaz Vestnik, Sovremennik, et Otechestvennye Zapiski, il publie de nombreux articles sur l'histoire russe et la politique actuelle. Trois de ses œuvres majeures sont parues sous forme d'éditions séparées,"La lutte de la Grèce pour l'indépendance" (1863),"Magnitsky. Le matériel pour l'histoire de l'éducation en Russie" (1865), et "Les relations entre la Russie et la Prusse sous le règne d'Elizaveta Petrovna" (1882). Il édite également Russkaya Rech et le Journal du Ministère de l'Éducation.
D'abord libéral, il devient plus tard conservateur et monarchiste. En 1883-1896, il est à la tête du service de presse du ministère de l'Intérieur (censeur en chef du ministère russe de l'Intérieur), son nom devient le symbole de la sévérité de la censure d'Alexandre III. Jadis auteur respecté d'Otechestvennye Zapiski', il s'est avéré être celui qui a finalement fermé ce magazine, ainsi que le journal Golos. Ironiquement, dans ses propres mémoires Derrière les rideaux de la politique et de la littérature (За кулисами политики и литературы), contenant de vives critiques envers la bureaucratie tsariste et plus tard comparées aux satires de Saltykov-Shchedrin, se sont révélées si litigieuses qu'elles ne pouvaient être publiées qu'en 1929, dans l'Union Soviétique,.